# 자양동 (대전)
자양동(紫陽洞)은 대전광역시 동구에 속한 법정동 및 행정동이다. 도시계획에 의한 안락한 주거지역으로 우송대학교를 비롯한 9개의 교육기관이 있고, 동구 유일의 공연장인 우송예술회관이 자리하고 있어 지역문화 창달과 교육발전에 기여하고 있다. 학생 등 유동인구가 많고 동대전로를 중심으로 동쪽에 인구가 밀집되어 있으며 학생들을 대상으로한 요식업, 유기장업 등 각종 서비스업이 주류를 이루고 있다.

## 연혁
- 백제시대 우술군
- 신라시대 비풍군
- 고려시대 초기 회덕현
- 1018년 고려 현종 9년 공주부
- 1413년 조선 태종 13년 공주군 산내면
- 1895년 조선 고종 32년 회덕군 외남면 자양동리, 신대리(새터)라고 불림
- 1914년 일제시대 행정구역 개편 때 대전군 외남면 소제리
- 1935년 11월 1일 대전부의 신설에 따라 대전부 자양정이 되었다.
- 1946년 일제식 동명변경에 의하여 대전부 자양동
- 1989년 1월 1일 대전시가 직할시로 승격되면서 대전직할시 동구에 편입
- 1995년 구제 실시로 대전광역시 동구 자양동[2]

## 법정동
- 자양동

## 교육
- 대전동광초등학교
- 대전시립중고등학교
- 대전자양초등학교
- 우송중학교
- 우송고등학교
- 동아마이스터고등학교
- 우송정보대학
- 우송대학교(동캠퍼스·서캠퍼스)

## 교통
- 대전 도시철도 1호선 대동역